# ジンジャ県

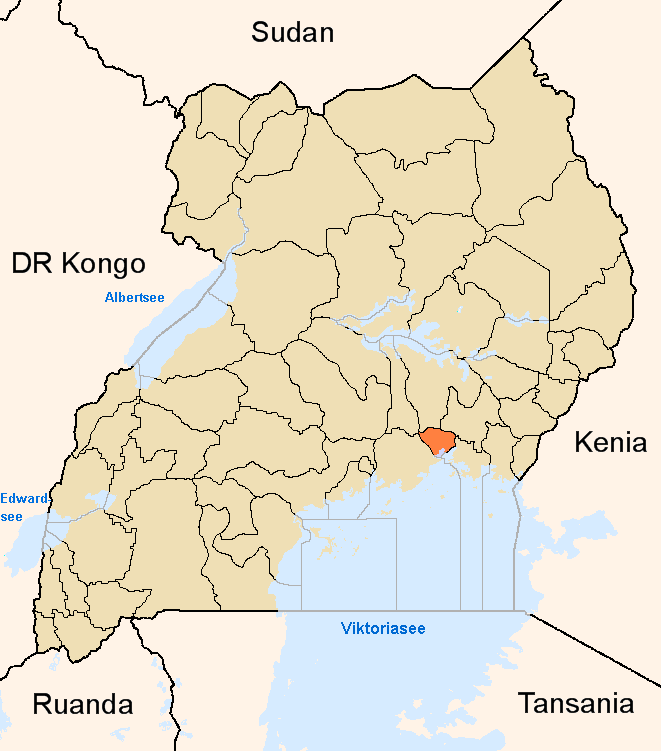
ジンジャ県と2001年から2005年の県境

ジンジャ県 (ジンジャけん、Jinja District) はウガンダ南東部ブソガ南西部の県。1975年にブソガ州のジンジャ県として設置された。北西のカゴマ郡、中東部のブテンベ郡と南の郡と同格のジンジャ市の3郡に、カゴマ郡にブウェンゲTCを含め5、ブテンベ郡に3、ジンジャの3区を合わせ11の副郡、46の教区が置かれている。2002年の国勢調査人口は 387,573 人、2007年度の概算人口は 493,101 人。知事に相当する第5地域議会 (LC5) 議長は国民抵抗運動 (NRM) のバサカナ・ハニントン大尉。住民の約57%は農民で、キャッサバ、マメ、サツマイモ、雑穀、ラッカセイ、ダイズなどが食用に栽培される。サトウキビが主な商品作物でカキラ製糖が大きな雇用者となっており、家族労働者の児童労働が問題視されている。

## 隣接する県
北にカムリ県、北東にイガンガ県、南東にマユゲ県、白ナイル川の対岸に北西にブガンダのカユンガ県、南西及びヴィクトリア湖沖合にムコノ県と接する。

## 交通
南部にトロロとカンパラを結ぶ幹線道が走り、ジンジャの北西にジンジャ空港がある。

## 脚註
1. 1 2  JINJA DISTRICT LOCAL GOVERNMENT OVC Service Delivery Mapping Report, Jan 2008.